# Суб'єкт міжнародного права
Суб'єкт міжнародного права — учасник міжнародних відносин, що володіє міжнародними правами та обов'язками, здійснює їх на основі міжнародного права і несе у необхідних випадках міжнародно-правову відповідальність. Визначення міжнародного права не регулюється актами міжнародного права, це радше сфера доктрини.
Суб'єктами міжнародного права вважаються:
1. основні суб'єкти:
  - держави — основні суб'єкти
  - міжнародні міжурядові організації, наприклад ООН
  - Суб'єкти, які є такими за походженням:
    -  Святий Престол
    -  Мальтійський орден
    -  Міжнародний комітет Червоного Хреста[1]
    - Міжнародна Федерація Товариств Червоного Хреста і Червоного Півмісяця[2]
2. також як суб'єкти за певних умов можуть визнаватися:
  - державоподібне утворення
  - національно-визвольний рух
  - уряд у вигнанні
  - організація, яка визнана законним представником певного народу[3][4]

Всі ці суб'єкти мають міжнародну правосуб'єктність, яка включає в себе наступні ключові права:
1. укладення договору
2. бути членами міжнародних організацій
3. брати участь у роботі міжнародних конференцій
4. мати свої дипломатичні та консульські представництва.

## Виноски
1. ↑  Офіційний сайт Міжнародного Комітету Червоного Хреста. Архів оригіналу за 20 серпня 2013. Процитовано 11 червня 2013. [Архівовано 2013-08-20 у Wayback Machine.]
2. ↑  Угода між Урядом Республіки Білорусь і Міжнародною Федерацією Товариств Червоного Хреста і Червоного Півмісяця про статус Представництва Міжнародної Федерації Товариств Червоного Хреста і Червоного Півмісяця в Республіці Білорусь [Архівовано 2014-01-12 у Wayback Machine.] (рос.)
3. ↑  Сирійська опозиція відкрила перше посольство за кордоном[недоступне посилання з липня 2019]. — Укрінформ, 27 березня 2013
4. ↑  На саміті ЛАД у Досі Сирію представляє опозиція [Архівовано 10 червня 2015 у Wayback Machine.]. — Голос Америки, 27 березня 2013